# 爨龍顏
爨龍顏（385年—445年），南北朝爨氏首领，字仕德，是建宁郡同乐县（今云南省陆良县）人。爨硕子的祖父。
他祖父是晋宁郡、建宁郡太守，加龙骧将军衔，宁州刺史。他父亲加龙骧辅国将军衔，任八郡监军，又任晋宁、建宁二郡太守，死后追谥为宁州刺史和邛都县侯。
爨龍顏官至龙骧将军，护镇蛮校尉，宁州刺史，封邛都县侯。宋文帝元嘉九年（432年）镇压益州赵广、程道养之乱。元嘉二十二年（445年）十二月上旬逝世，年六十一岁。大明二年（458年）立碑，爨道庆撰文。